# Ciências sociais

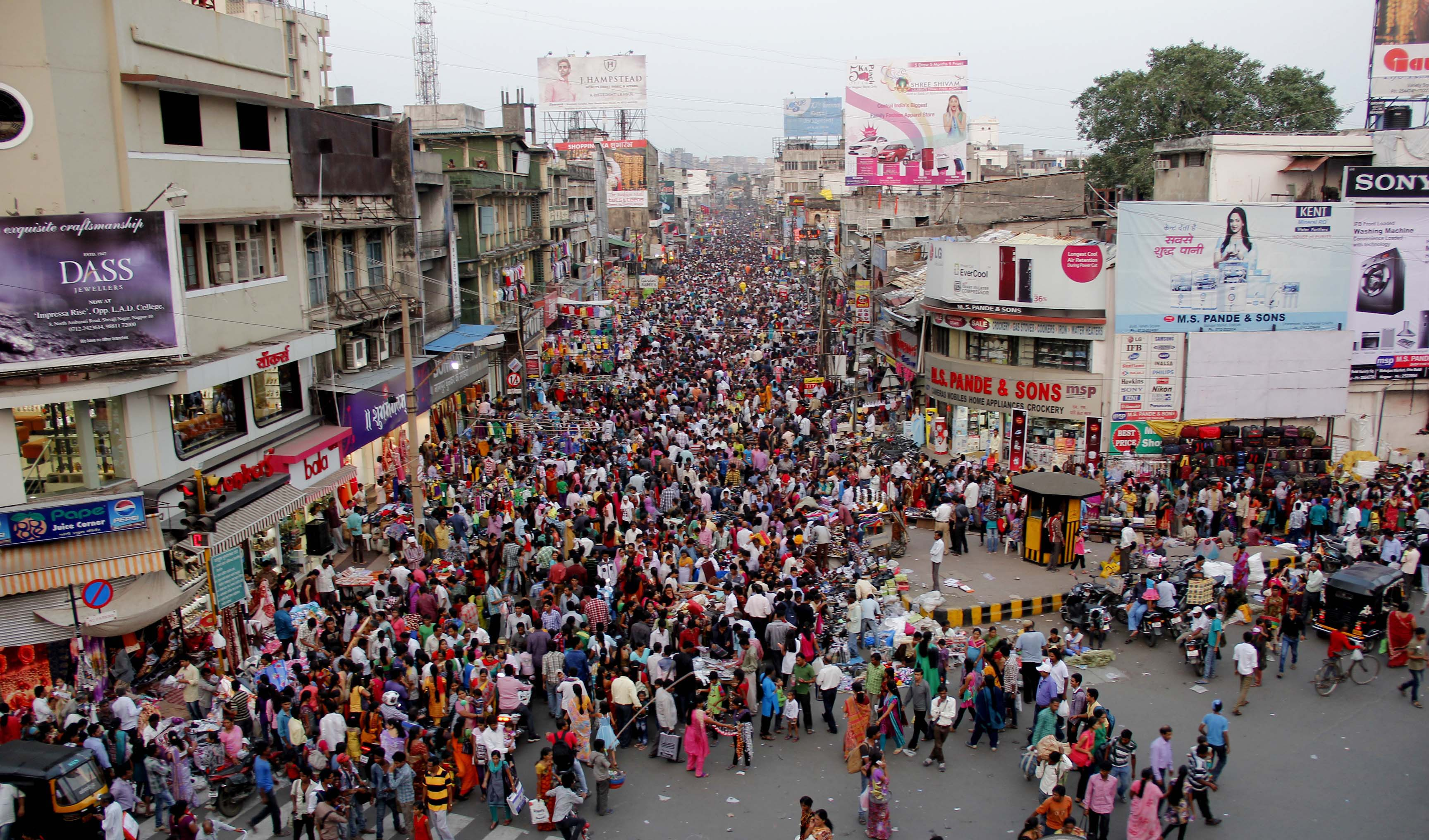
As ciências sociais estudam a sociedade. Na imagem acima temos uma multidão fazendo compras em Maarastra, Índia.

Ciências sociais é um ramo das ciências, distinto das humanidades, que estuda os aspectos sociais do mundo humano, ou seja, a vida social de indivíduos e grupos humanos. Isso inclui antropologia, sociologia, ciência política, estudos da comunicação, marketing, administração, arqueologia, geografia humana, história, ciência da religião, contabilidade, economia, direito, psicologia social, filosofia social, e serviço social.

## Classificação das ciências
Diferenciam-se das artes e das Humanas pela preocupação metodológica. Os métodos das ciências sociais, como a observação participante e a sondagem, podem ser utilizados nas mais diversas áreas do conhecimento, não apenas na grande área das humanidades e artes, mas também nas ciências sociais aplicadas, nas ciências da terra, nas ciências agrárias, nas ciências biomédicas, entre outros.
Embora polêmica, é comum a distinção entre ciências exatas e ciências humanas.

## História
As ciências sociais surgiram na Europa do século XIX, mas foi no século XX, em decorrência das obras de Marx, Durkheim e Weber que as ciências sociais se desenvolveram. O carro-chefe foi a sociologia: neologismo criado pelo francês Comte, seu primeiro professor. 
Durkheim e seus pares se esmeraram na busca de regras de método que elevassem ao status científico o conhecimento sobre a sociedade. Marx, ao contrário, mal visto pelos seus pares, foi encontrar na classe trabalhadora sua identidade. As atrocidades das relações de trabalho da época fizeram com que ele atribuísse a esse grupo social, assim definido em relação ao sistema econômico capitalista, ora a força da transformação da sociedade, ora apenas uma peça do complexo quebra-cabeças da história. No meio-termo entre o academicismo e o militantíssisimo, está a participação de Weber, para quem a ciência e a política são duas vocações distintas. Distintas, mas comensuráveis: ele próprio teórico da burocracia e do processo de modernização, contribuiu para a burocratização e modernização da Alemanha, ocupando cargos políticos.

## Sociologia
O momento de consolidação do velho currículo do ensino superior europeu durante o movimento intelectual conhecido como positivismo favoreceu a sociologia firmar-se como ciência. Então, a nova disciplina, sociologia, veio renovar as outras ciências humanas e sociais já vigentes. Assim, um discípulo de Durkheim, Marcel Mauss, deu o tom da renovação da antropologia na França. Em um contexto diferente, o polaco Bronislaw Malinowski também contribuiu para a renovação da antropologia através do método funcionalista, que marcou uma ruptura com o viés colonialista dos estudos antropológicos até então desenvolvidos na Inglaterra.

## Campos

### Administração
A Administração é uma ciência fundamentada em um conjunto de normas e funções elaboradas para disciplinar elementos de produção. A administração estuda os empreendimentos humanos com o objetivo de alcançar um resultado eficaz e retorno financeiro de forma sustentável e com responsabilidade social. Administrar envolve a elaboração de planos, pareceres, relatórios, projetos, arbitragens e laudos, em que é exigida a aplicação de conhecimentos inerentes às técnicas de Administração.

### Antropologia
Antropologia (cuja origem etimológica deriva do grego άνθρωπος anthropos, (homem / pessoa) e λόγος (logos - razão / pensamento) é a ciência preocupada em estudar humanos e a humanidade de maneira totalizante, ou seja, abrangendo todas as suas dimensões. A divisão clássica da antropologia distingue a antropologia cultural da antropologia biológica. Cada uma destas, em sua construção abrigou diversas correntes de pensamento.  
- Antropologia física
  - Arqueologia (em alguns países, a Arqueologia é considerada uma ciência plena, sem ser uma disciplina da Antropologia)
- Antropologia cultural
  - Antropologia visual

### Contabilidade
Contabilidade é a ciência que estuda, registra, analisa e sistematiza os fenômenos que afetam a riqueza (patrimônio) das entidades com o objetivo de controle e o fornecimento de informações para a tomada de decisão. A Contabilidade moderna é dividida em duas grandes áreas: Financeira, ligada a normas e leis e voltada ao provimento de informações para usuários externos à entidade e Gerencial, não atrelada a normas e voltada ao planejamento e controle econômico-financeiro da entidade e ao atendimento de usuários internos da mesma. Ainda podem ser identificadas diversas subáreas como as tributária, ambiental, social, comercial, societária, rural, bancária e controladoria.  

### Economia
Economia é a ciência social que estuda a produção, distribuição, e consumo de bens e serviços. O termo economia vem do grego para oikos (casa) e nomos (costume ou lei), daí "regras da casa (lar)". Tem por objeto as atividades humanas ligados à produção, circulação, distribuição e consumo de bens.

### Ciência da Religião (Religionswissenschaft)
Ciência da Religião, enquanto estudo moderno das várias religiões do mundo, nasce sob a iniciativa do alemão Friedrich Max Müller (1823-1900). Este usava como referências Filosofias alemãs, estudos da Filologia emergente do séc. XIX, e também da Etnologia dessa mesma época. A Etnologia, mais tarde chamada como Antropologia cultural (ou social), é a outra área de ciências sociais que a Ciência da Religião mais dialoga desde o seu início, tendo como principal convergência abordagens comparativas. Com influência do cientificismo crescente do séc. XIX, Müller esclareceu que essa nova ciência deveria ter como fonte documentos escritos, livros sagrados, das religiões do mundo. Mais tarde, objeto de estudo foi ampliado para toda expressão empírica que pode ser teoricamente considerada religiosa. Atualmente, a Ciência da Religião tem forte viés multidisciplinar, e, em produções de língua inglesa, tem se destacado, além da perspectiva de ver religiões como expressões sociais, o retorno da valorização de fontes arqueológicas somada a novidades das ciências cognitivas.

### Marketing
Marketing, ou em português "mercadologia" é o processo usado para determinar que produtos ou serviços poderão interessar aos consumidores, assim como a estratégia que se irá utilizar nas vendas, comunicações e no desenvolvimento do negócio. A finalidade do marketing é criar valor e satisfação no cliente, gerindo relacionamentos lucrativos para ambas as partes. As atividades de um gestor de marketing abrangem um leque muito alargado de atividades, desde o estudo de mercado, a definição de uma estratégia, publicidade, vendas e assistência pós-venda.

### Pedagogia
A pedagogia é a ciência ou disciplina cujo objetivo é a reflexão, ordenação, a sistematização e a crítica do processo educativo. 

### Geografia humana
Geografia é o estudo da superfície terrestre e a distribuição espacial de fenômenos geográficos, frutos da dinâmica da natureza e da relação recíproca entre humanos e o espaço. Pode ser considerada também como uma prática humana de conhecer o espaço onde se vive, para planejar onde se vive.

### História
História (do grego antigo historie, que significa testemunho, no sentido daquele que vê) é a ciência que estuda o ser humano e sua ação no tempo e no espaço, concomitante à análise de processos e eventos ocorridos no passado. Por metonímia, o conjunto destes processos e eventos. A palavra história tem sua origem nas «investigações» de Heródoto, cujo termo em grego antigo é Ἱστορίαι (Historíai). Todavia, será Tucídides o primeiro a aplicar métodos críticos, como o cruzamento de dados e fontes diferentes.

### Direito
Direito é o ramo que estuda o sistema de normas que regulam as relações sociais: o que os juristas chamam de ciência do direito, tem como objetivo a pacificação social e pode ser classificado em direito subjetivo, sendo o direito de cada individuo de obter determinado bem da vida ou direito objetivo, sendo as normas e regras que compõem o arcabouço jurídico inserido em determinada sociedade.

### Linguística
A Linguística é o estudo científico da linguagem verbal humana. Um linguista é alguém que se dedica a esse estudo. A pesquisa linguística é feita por muitos especialistas que, geralmente, não concordam harmoniosamente sobre o seu conteúdo.
- Fonética
- Fonologia
- Morfologia
- Semântica
- Sintaxe

### Ciência política
Ciência política é o estudo da política — dos sistemas políticos, das organizações e dos processos políticos. Envolve o estudo da estrutura (e das mudanças de estrutura) e dos processos de governo — ou qualquer sistema equivalente de organização humana que tente assegurar segurança, justiça e direitos civis. Os cientistas políticos podem estudar instituições como corporações (ou empresas, no Brasil), uniões (ou sindicatos, no Brasil), igrejas ou outras organizações cujas estruturas e processos de ação se aproximem de um governo, em complexidade e interconexão. 

### Psicologia
A psicologia (do grego Ψυχολογία, transl. psykhologuía, termo derivado das palavras ψυχή, psykhé, "alma", e λόγος, lógos, "palavra", "razão" ou "estudo") é a ciência que estuda os processos mentais (sentimentos, pensamentos, razão) e o comportamento humano e animal (para fins de pesquisa e correlação, na área da psicologia comparada, ou seja utilizando a metodologia da comparação). O objeto de estudo dessa ciência, contudo, ainda hoje é alvo de controvérsias, especialmente quanto às distinções ou necessidades de estudo da mente em oposição ao estudo do comportamento.
- Análise comportamental
- Neuropsicologia
- Psicologia da personalidade

O profissional da psicologia é o psicólogo. O psicólogo estuda os fenômenos psíquicos e de comportamento do ser humano por intermédio da análise de suas emoções, suas ideias e seus valores. Ele diagnostica, previne e trata doenças mentais, distúrbios emocionais e de personalidade.

### Trabalho social
Segundo o Comité Executivo da IFSW (2000) a profissão de trabalho social promove a mudança social, a resolução de problemas no âmbito das relações humanas e a promoção das capacidades e aptidões das pessoas de forma a promover o seu bem-estar. Utilizando teorias de comportamento humano e sistemas sociais, o trabalho social intervém nos pontos onde as pessoas interagem com os seus ambientes. Neste âmbito, o respeito pelos direitos humanos e de justiça social são fundamentais para o trabalho social.
O desempenho do trabalhador social encontra-se intimamente relacionado com a necessidade de resolução dos problemas sociais. Neste contexto, o trabalho social tende a lançar o seu foco de intervenção sobre os problemas das pessoas dentro do seu contexto ambiental, equacionando intervenções sistêmicas e ecológicas. Isso porque os indivíduos são influenciados pelas forças e fraquezas de tudo o que orbita em seu torno: família, local de trabalho, grupos de referência, entre outros.

### Sociologia
A sociologia é uma das ciências humanas que estuda a sociedade, ou seja, estuda o comportamento humano em função do meio e os processos que interligam os indivíduos em associações, grupos e instituições. Enquanto o indivíduo na sua singularidade é estudado pela psicologia, a sociologia tem uma base teórico-metodológica, que serve para estudar os fenômenos sociais, tentando explicá-los, analisando humanos em suas relações de interdependência. Compreender as diferentes sociedades e culturas é um dos objetivos da sociologia.

### Filosofia social
A disciplina da filosofia por si só não clama ser ciência, mas sim disciplina da reflexão humana, estando mais para as humanidades que para as ciências sociais. É o estudo de problemas fundamentais relacionados à existência, ao conhecimento, à verdade, aos valores morais e éticos, à mente e à linguagem. Um ramo deste campo do saber, a filosofia social, ocupa-se de questões levantadas pelas ciências sociais.

### Outros campos
- Ciências contábeis

## Educação
Nos cursos de graduação em ciências sociais comumente há disciplinas do currículo mínimo que consistem em:
- Antropologia
- Sociologia
- Ciência política
- História
- Filosofia social
- Estatística descritiva
- Metodologia científica
- Economia
- Relações internacionais